# Соната для фортепіано № 13 (Моцарт)
Соната для фортепіано № 13 В. А. Моцарта, KV 333, сі-бемоль мажор написана 1783 року. Складається з трьох частин:
1. Allegro
2. Andante cantabile
3. Allegretto grazioso

Соната триває близько 23 хвилин.